# Xã Overland, Quận Morris, Kansas
Xã Overland (tiếng Anh: Overland Township) là một xã thuộc quận Morris, tiểu bang Kansas, Hoa Kỳ. Năm 2010, dân số của xã này là 71 người.